# Nep (mytologi)
Nep (norröna: Nepr) är – enligt en av de namntulor som i några handskrifter avslutar Skaldskapens språk i Den prosaiska Eddan – son till Oden. Snorre Sturlasson nämner honom som far till gudinnan Nanna som var gift med Balder, vilken var hennes farbror.
Utöver detta är ingenting känt om guden Nep. Namnet betyder troligen "släkting" och samma ordstam finns också i nevö (brorson) och nepotism (gynnande av släktingar).